# Natarcie
Natarcie – podstawowy rodzaj walki prowadzonej głównie w formie zwrotów zaczepnych z zamiarem rozbicia wojsk przeciwnika i opanowania zajmowanego przez niego terenu. Jest działaniem rozstrzygającym.
Aby osiągnąć zamierzone rezultaty, wymagane jest zwykle skupienie przeważających sił i środków w odpowiednim czasie i miejscu, po czym następuje celowe ich wykorzystanie. Wykonanie zadania w dużej mierze zależy od trafnego wyboru punktu ciężkości. Należy dążyć do uzyskania zaskoczenia, zerwania spoistości obrony przeciwnika i rozcinania oraz izolowania jego sił.

## Charakterystyka natarcia
Celem natarcia jest rozbicie zgrupowań przeciwnika broniących się na kolejnych rubieżach obrony, aż do ostatecznego zniweczenia jego celów.
Rozmach natarcia opisywany jest wskaźnikami rzeczowymi, przestrzennymi i czasowymi. Określają one potrzeby szczebla nadrzędnego oraz warunki realizacji zadań. Zależy on w znacznej mierze od struktury dotychczasowego systemu obrony, głębokości rozmieszczenia poszczególnych pozycji, pasów i rubieży obronnych oraz rozmieszczenia przechodzącego do uderzenia drugiego rzutu. Czynniki te determinują głębokość przegrupowania przed wejściem do bitwy, głębokość zadań i czas trwania natarcia (w tym jego tempo).
Głębokość zadań wojsk zależy przede wszystkim od głębokości ugrupowania przeciwnika. Często głębokość zadań  determinowana jest położeniem ważnych obiektów i rubieży terenowych w wymiarze operacyjnym, strategicznym lub politycznym (np. granica państwowa).
Podstawowym elementem natarcia jest ugrupowanie wojsk. Do wykonania poszczególnych zadań tworzy się różne zgrupowania. Są to główne i pomocnicze zgrupowania uderzeniowe oraz zgrupowania przeznaczone do osłony skrzydeł zgrupowań uderzeniowych, a także zgrupowania wojsk rakietowych i artylerii, wojsk przeciwlotniczych i innych rodzajów wojsk.
Główne zgrupowanie uderzeniowe stanowią wojska działające na kierunku głównego uderzenia. W jego skład wchodzi większość sił pierwszego rzutu, siły drugiego rzutu, które są wprowadzane na kierunku głównego uderzenia, oddziały wydzielone oraz desanty powietrzne. Główne zgrupowanie uderzeniowe wspierane jest przez większość wojsk rakietowych i artylerii, lotnictwa oraz zabezpieczane przez rodzaje wojsk i służb.
Wyróżnia się  następujące metody prowadzenia natarcia: natarcie rozcinające, natarcie okrążające, natarcie oskrzydlające, natarcie frontalne, a w każdej z tych metod trzy etapy: przygotowanie, rozstrzygnięcie, i wykorzystanie.
W ramach przygotowania prowadzi się rozpoznanie przeciwnika, w tym jego  ugrupowania, rozmieszczenia sił i środków rażenia i charakteru manewru. Ponadto obezwładnia się jego system informacyjny i stosuje przedsięwzięcia wprowadzające  przeciwnika w błąd co do sił, czasu i kierunku przygotowywanego uderzenia. Rozpoczęcie natarcie poprzedza zmasowane uderzenie lotnictwa, artylerii i środków walki radioelektronicznej. Szczególne znaczenie ma zapewnienie swobody i bezpieczeństwa podejścia wojsk z głębi. 
Rozstrzygający etap rozpoczyna się atakiem głównego zgrupowania uderzeniowego. Może to być atak szybki atak i atak pozycyjny. W pierwszym przypadku jest to zazwyczaj atak z marszu i występuje, gdy obie strony prowadzą działania manewrowe. Atak pozycyjny połączony jest z długotrwałym przygotowaniem, polegającym na metodycznym obezwładnianiu ogniowym broniących się sił przeciwka, bądź to na nacisku informacyjnym, mającym na celu osłabienie czujności przeciwnika lub sprowokowanie go do popełnienia błędu. Atak pozycyjny będzie konieczny w sytuacjach, w których nie ma możliwości oskrzydlenia lub obejścia obrońcy albo wtargnięcia w głąb jego ugrupowania.
Po pobiciu sił głównych obrońcy, następuje końcowa faza natarcia - wykorzystanie powodzenia. W fazie tej konieczne jest szybkie działanie oddziałów wydzielonych, oddziałów desantowo-szturmowych i desantów w głąb ugrupowania przeciwnika, a także zdecydowane przechodzenie sił głównych do pościgu. Zakończenie przeciwuderzenia i kontrataku nastąpi po zamknięciu wyłomu i odtworzeniu obrony lub rozbiciu okrążonych sił przeciwnika. Wojska będą przechodzić do obrony w styczności z przeciwnikiem wykorzystując uprzednią infrastrukturę obszaru obrony.

## Prowadzenie natarcia

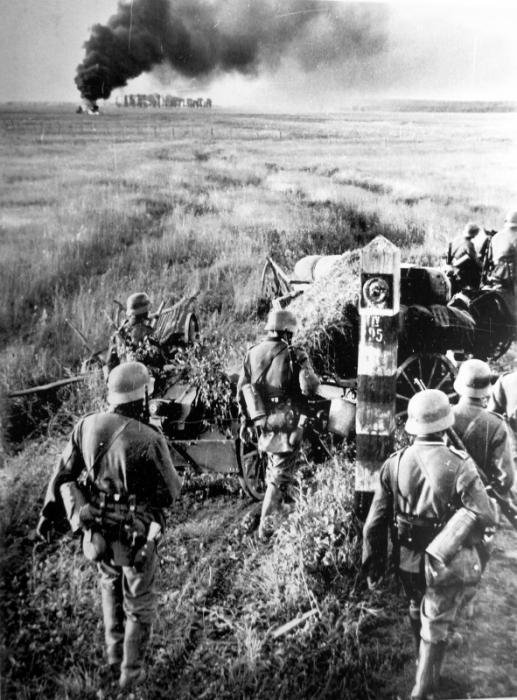
Natarcie

Wojska przechodzą do natarcia „z marszu” lub z „bezpośredniej styczności z przeciwnikiem”.
Natarcie „z marszu” może nastąpić „po podejściu z głębi” „z zajmowaniem rejonu wyjściowego” lub „bez zajmowania rejonu wyjściowego”. Taki sposób działania zapewnienie skrytość przygotowań, ułatwia zaskoczenie co do miejsca i czasu uderzenia oraz obniża wrażliwość wojsk na oddziaływanie ogniowe przeciwnika. Jest on zasadniczym sposobem przechodzenia wojsk do działań zaczepnych. Ewentualny rejon wyjściowy wyznacza się poza zasięgiem zasadniczych środków ogniowych strony przeciwnej.
Istotą natarcia z marszu jest dążenie do zaskoczenia przeciwnika i rozpoczęcie ataku po uprzednim rozwinięciu wojsk w ugrupowanie bojowe. W tym celu wyznacza się drogi marszu oraz rubieże, które wojska osiągają w odpowiednim czasie i ugrupowaniu. Ostatnią rubieżą jest linia wejścia do walki. Celem początkowego etapu jest wykonanie jednoczesnego uderzenia całością sił pierwszego rzutu.
Wojska mające przejść do natarcia przygotowują się w rejonach wyjściowych, Wojska powinny przebywać w rejonach tylko przez czas konieczny na przygotowanie do wykonania zadania. W celu skoordynowania przemieszczania się wojsk z ogniem środków wspierających, wyznacza się linię wyjściową. Rejony stanowisk ogniowych artylerii powinny być wysunięte jak najbliżej przeciwnika, aby można było z nich osłaniać podejście i rozwijanie się wojsk oraz wspierać ich działanie. W czasie podejścia wojska rozwijają się w coraz mniejsze kolumny marszowe, przechodząc na linii ataku w ugrupowanie bojowe.
Natarcie „z bezpośredniej styczności z przeciwnikiem” wojska rozpoczynają z położenia obronnego. W tym wariancie nacierać mogą oddziały które zatrzymały natarcie przeciwnika lub zostały zatrzymane i wznawiają natarcie. Mogą też nacierać oddziały, które zluzowały oddziały będące dotychczas w obronie. W tym przypadku dowódca musi organizować zgrupowanie uderzeniowe. Pod pozorem doskonalenia struktury obrony oddział będący w odwodzie zajmuje rejon wyczekiwania, a odwód oddziału – pozycję wyczekiwania.
Etapy natarcia
Natarcia prowadzi się w trzech etapach. To podejście i rozwinięcie, uderzenie (atak i przełamanie obrony) oraz walka w głębi obrony przeciwnika.
Podejście i rozwinięcie
Wyjście wojsk z rejonu odbywa się to pod osłoną oddziałów wydzielonych, awangard lub wojsk działających w przodzie. Pierwsza na stanowiska ogniowe wychodzi artyleria przeznaczona do wykonania zadań wsparcia ogniowego oraz część pododdziałów przeciwlotniczych.  Marsz jednostek ogólnowojskowych realizowany jest po kilku drogach. Celem zapewnienia dyscypliny marszu wyznacza się linię wyjściową, rubieże rozwinięcia w kolumny batalionowe i kompanijne oraz rubież ataku. W tym czasie artyleria realizuje ogniowe zabezpieczenie podejścia wojsk i ogniowe przygotowanie ataku.
Podczas przechodzenia do natarcia z bezpośredniej styczności z przeciwnikiem, zakres przegrupowań jest stosunkowo niewielki i odbywa się na małych odległościach.

 W wypadku występowania przed przednim skrajem obrony ubezpieczeń przeciwnika, z reguły zwalczają je oddziały wydzielone. To one i awangardy powinny oczyścić przedpole i  stworzyć warunki siłom pierwszego rzutu do uderzenia na główną pozycję obrony przeciwnika.
Atak i przełamanie obrony
Kluczowym etapem natarcia jest uderzenie. To od niego zależy osiągnięcie celów działań zaczepnych. Ma ono na celu naruszenie struktury obrony przeciwnika i wykonanie wyłomu w jego ugrupowaniu, a w konsekwencji przejęcie inicjatywy i rozwijanie powodzenia w stronę tyłów i skrzydeł.
Stosowany jest atak bez spieszania piechoty lub po jej spieszeniu. Najpierw pod osłoną artylerii atakują pododdziały czołgów wyposażone w trały przeciwminowe lub wyrzutnie ładunków wydłużonych. W drugiej linii atakują pododdziały zmechanizowane w odległości ok. 100–200 m za czołgami, a w trzeciej linii przesuwają się samobieżne środki obrony przeciwlotniczej zwalczając przede wszystkim śmigłowce bojowe przeciwnika. Piechota opuszcza bojowe wozy i atakuje w tyralierze przed własnymi wozami lub mając je w swoim szyku.
Po rozbiciu punktów oporu na przednim skraju, pierwszorzutowe oddziały kontynuują natarcie w głąb ugrupowania obronnego. W tym okresie należy  liczyć się oporem przeciwnika na kolejnych rubieżach i wyprowadzeniem przez niego kontrataku mającego na celu likwidację wojsk w rejonie włamania. Nacierający musi wybrać wariant odparcia uderzenia. Najczęściej kontratak odpierany jest z miejsca na dogodnej rubieży terenowej. W korzystnej sytuacji operacyjno-taktycznej można też podjąć próbę rozbicia kontratakujących sił w boju spotkaniowym. Można też odpierać kontratak sposobem obronno-zaczepnym, czyli zatrzymać część sił przeciwnika od czoła i wykonać uderzenie na skrzydła lub tyły jego ugrupowania uderzeniowego.
Podczas gdy siły pierwszego rzutu walczą na pierwszej pozycji obrony przeciwnika, taktyczne desanty powietrzne opanowują kluczowe obiekty decydujące o trwałości działań defensywnych w głębi, utrzymując je do czasu podejścia sił głównych. W określonych sytuacjach mogą one także atakować od tyłu czołowe punkty oporu, zwłaszcza w przypadku silnej obrony i niemożliwości oskrzydlenia przeciwnika przez wojska pierwszego rzutu.
Celem spotęgowana uderzenia, przed lub po tuż po wykonaniu zadania bliższego (opanowaniu obiektu pośredniego), na głównym kierunku natarcia jest wprowadzany do walki odwód (drugi rzut). Wprowadza się go w lukę, zza skrzydeł lub przez przekroczenie ugrupowania wojsk pierwszego rzutu. Po wprowadzeniu do walki drugiego rzutu, należy bezzwłocznie odtworzyć odwód. 
Walka w głębi obrony przeciwnika
Podczas walki w głębi obrony przeciwnika można wprowadzić oddziały wydzielone oraz rajdowe. To one, we współdziałaniu z TDP, dążyć będą do opanowania obiektów mających wpływ na tempo natarcia i stwarzania warunków siłom głównym do wykonania zadania dalszego. Należy jednak liczyć się z silnymi kontratakami wykonywanymi w celu utrzymania lub odtworzenia spójności obrony. W tym czasie część atakujących pododdziałów może być zmuszona do przejścia do obrony. Jeżeli obrona przeciwnika została przełamana, a elementy ugrupowania bojowego uzyskują powodzenie, wówczas wojska przechodzą do pościgu. Sygnałem do jego rozpoczęcia może być stwierdzenie objawów wycofywania się pododdziałów przeciwnika. Zakończenie pościgu następuje po rozbiciu zasadniczego zgrupowania przeciwnika i opanowaniu wskazanego zadaniem obiektu głównego.

## Cele natarcia
Zasadniczy cel natarcia
Jest nim pokonanie przeciwnika przez:
- rażenie;
- wykonanie zdecydowanego uderzenia;
- rozbicie jego wojsk;
- zajęcie ważnych obiektów i rejonów kluczowych.

Cele szczegółowe natarcia
- uzyskanie informacji;
- uchwycenie terenu;
- pozbawienie przeciwnika sił i środków;
- wprowadzenie w błąd lub odwrócenie uwagi przeciwnika od własnego punktu ciężkości;
- związanie przeciwnika walką, aby zapobiec przegrupowaniu lub zmianie pozycji jego wojsk;
- przejęcie inicjatywy;
- odparcie zwrotów zaczepnych przeciwnika.

## Formy natarcia
Formy natarcia według Leksykonu i „Regulaminu działań wojsk lądowych”(2008): 
- przełamanie
- bój spotkaniowy
- pościg

## Rodzaje natarcia
Rodzaje natarcia według „Regulaminu działań wojsk lądowych”(2008):
- rozpoznanie walką (ang. reconnaissance in force)
- rajd (ang. raid)
- kontratak (ang. counterattack)
- atak wyprzedzający (ang. spoiling attack)
- natarcie szybkie (doraźnie przygotowane) (ang. hasty attack)
- natarcie planowe (ang. deliberate attack)

## Sposoby przejścia do natarcia
Wojska mogą przechodzić do natarcia:
- z marszu
  - z zajmowaniem rejonu wyjściowego
  - bez zajmowania rejonu
- ze styczności z przeciwnikiem
  - z położenia obronnego
  - po zluzowaniu jednostek będących w styczności

Można zatem wyróżnić przechodzenie do działań zaczepnych: z marszu, z obrony i z natarcia.

## Normy taktyczne
Normy taktyczne należy traktować jako swego rodzaju wielkości odniesienia. Stanowią one orientacyjne ramy, są wypadkową różnych warunków organizowania i prowadzenia obrony. Wartość norm taktycznych nie należy traktować jako coś niezmiennego. Trzeba do nich podchodzić elastycznie, stosownie do charakteru zadania i zamiaru działań przełożonego, miejsca i roli w ugrupowaniu szczebla nadrzędnego oraz składu i możliwości bojowych oddziału.
Normy taktyczne w Wojsku Polskim
| Wyszczególnienie           | Brygada | Batalion |
| -------------------------- | ------- | -------- |
| Szerokość pasa             | 5−8 km  | do 3 km  |
| Obiekt pośredni            | 4−6 km  | 2−3 km   |
| Obiekt                     | 8−12 km | 3−6 km   |
| Odległość SDO              | 4−6 km  | do 1 km  |
| Odległość PO               | do 1 km |          |
| Szerokość pasa przełamania | 2−4 km  | do 1 km  |
| Szerokość pasa kontrataku  | 4−6 km  | do 2 km  |

## Podstawowe pojęcia związane z natarciem
Podstawowe pojęcia związane z natarciem
- punkt ciężkości – ześrodkowanie w wybranym miejscu i czasie takich sił i środków rażenia, które umożliwią osiągnięcie zakładanego celu walki[33].
- główny kierunek natarcia – pas terenu, w granicach którego nacierający wykonuje rozstrzygające uderzenie.
- kierunek pomocniczy — pas terenu, w granicach którego prowadzone są działania wspierające osiągnięcie celu przez siły walczące na głównym kierunku; zazwyczaj jest to wiązanie przeciwnika walką, osłona skrzydeł czy zmuszanie obrońcy do wcześniejszego wprowadzania odwodów.
- pas natarcia – wycinek terenu ograniczony z przodu linią wejścia do walki, linią rozgraniczenia na skrzydłach oraz obiektem  natarcia w głębi.
- kierunek natarcia – wyznacza się go w sytuacji, gdy wojska nie prowadzą natarcia w wyznaczonych pasach, bez sąsiadów na skrzydłach; typowym działaniem na kierunku jest walka oddziału wydzielonego w ugrupowaniu przeciwnika.
- obiekt ataku – cel podejmowanych działań zaczepnych; obiektem ataku może być zgrupowanie sił przeciwnika lub teren do opanowania.
- obiekt pośredni – wyznaczony obiekt do opanowania na głębokości zadania bliższego; obiekty pośrednie są zazwyczaj obiektami głównymi dla sił podwładnego.
- linia wejścia do walki – wyznaczana rubież w celu koordynacji wejścia do walki nacierających sił. W stosunku do niej czyni się wszelkie kalkulacje związane z podejściem, rozwinięciem i wsparciem wojsk.
- granica działań zaczepnych – linia, po osiągnięciu której nacierające wojska nie mogą bez zgody przełożonego rozwijać działań zaczepnych. Linia ta ma szczególne  zastosowanie w przypadku działań w celu odblokowania okrążonych sił lub działania „na połączenie”.